# 張學雷
張學雷（1963年5月15日—2024年6月21日），出生於中國大陸遼寧省瀋陽市，1995年入籍新加坡後，長期在台灣工作的男子籃球運動員、教練。他曾以中國國家男子籃球隊隊員身份參加1987年亞洲籃球錦標賽（曼谷亞錦賽）及1988年夏季奥林匹克运动会（漢城奧運），1992年以外援身分加入通淮，幫助通淮拿下1993年、1994年、1996年以及1997年四屆籃總盃冠軍，1996年以華裔身份加入台灣的CBA中華職籃幸福豹直到1999年，後續回到新加坡打球和擔任教練，2005年出任SBL超級籃球聯賽裕隆籃球隊教練，之後擔任過總教練，以及中華台北男子籃球代表隊總教練。
2024年6月21日，張學雷因肝硬化在臺灣臺北市辭世。

## 選手生涯

### 中國大陸時期
- 遼寧籃球隊
- 曼谷亞錦賽
- 漢城奧運

### 台灣時期
1996年以「華裔選手」身分加入中華職籃幸福豹，擔任得分後衛；這段期間，張學雷與鄭志龍經常是「本土球員」中每場球賽平均得分最高的選手，同時也經常獲選參加各項明星賽或表演賽。

## 教練生涯
- 裕隆恐龍教練（2005年–2008年）
- 裕隆納智捷總教練（2008年–2014年）
- 中華台北男子籃球代表隊總教練（2010年）
- 裕隆納智捷顧問（2014年–2018年）

### 歷年執教成績
| 年度    | 執教球隊       | 出賽場次 | 勝場 | 敗場 | 勝率 | 備註          |
| ------- | -------------- | -------- | ---- | ---- | ---- | ------------- |
| 07-08年 | 裕隆恐龍       | 30       | 21   | 9    | .700 | 首輪失利      |
| 08-09年 | 裕隆納智捷     | 30       | 21   | 9    | .700 | 首輪失利      |
| 10年    | 裕隆納智捷     | 30       | 19   | 11   | .633 | SBL總冠軍     |
| 10-11年 | 裕隆納智捷     | 30       | 15   | 15   | .500 | 首輪失利      |
| 11-12年 | 新北裕隆納智捷 | 30       | 16   | 14   | .533 | 首輪失利      |
| 12-13年 | 新北裕隆納智捷 | 30       | 16   | 14   | .533 | 首輪失利      |
| 13-14年 | 新北裕隆納智捷 | 30       | 13   | 17   | .433 | 未進入季後賽  |
| 生涯    | 7年            | 210      | 123  | 87   | .586 | 一次SBL總冠軍 |

## 外部連結
- 張學雷在fiba.basketball（英语）
- 張學雷在archive.fiba.com（存檔）（英语）
- 張學雷在Basketball-Reference.com（國際）（英语）
- 張學雷在Proballers（英语）
- 張學雷在RealGM（英语）
- 張學雷在Eurobasket.com（教練）（英语）
- 張學雷在Olympedia（英语）